# Karvonletto
Karvonletto är en ö i Finland. Den ligger i Bottenviken och i kommunen Uleåborg i den ekonomiska regionen  Uleåborgs ekonomiska region i landskapet Norra Österbotten, i den norra delen av landet. Ön ligger omkring 22 kilometer nordväst om Uleåborg och omkring 550 kilometer norr om Helsingfors.
Öns area är 0,9 hektar och dess största längd är 230 meter i öst-västlig riktning.